# Tyrannus albogularis
A Tyrannus albogularis a madarak (Aves) osztályának verébalakúak (Passeriformes) rendjébe, ezen belül a királygébicsfélék (Tyrannidae) családjába tartozó faj.

## Rendszerezése
A fajt Hermann Burmeister német ornitológus írta le 1856-ban.

## Előfordulása
Dél-Amerikában, Bolívia, Brazília, Ecuador, Kolumbia, Francia Guyana, Guyana, Peru, Suriname és Venezuela területén honos.
Természetes élőhelyei a szubtrópusi vagy trópusi síkvidéki esőerdők, lombhullató erdők, füves puszták és cserjések, tavak környékén, valamint városi régiók. Vonuló faj.

## Megjelenése
Testhossza 20–21 centiméter, testtömege 35–38 gramm.
|  |

## Életmódja
Rovarokkal táplálkozik.

## Természetvédelmi helyzete
Az elterjedési területe rendkívül nagy, egyedszáma pedig stabil. A Természetvédelmi Világszövetség Vörös listáján nem fenyegetett fajként szerepel.